# Botrytis convallariae
Botrytis convallariae är en svampart som först beskrevs av Heinrich Klebahn, och fick sitt nu gällande namn av Ondrej ex Boerema & Hamers 1988. Botrytis convallariae ingår i släktet Botrytis och familjen Sclerotiniaceae.   Inga underarter finns listade i Catalogue of Life.